# William W. Cocks

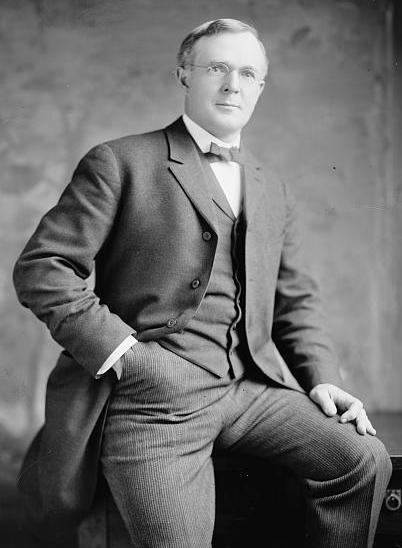
William Willets Cocks

William Willets Cocks (* 24. Juli 1861 in Old Westbury, Long Island, New York; † 24. Mai 1932 ebenda) war ein US-amerikanischer Politiker.

## Leben
Cocks gehörte 1901 und 1902 dem New York State Senate an und war 1904 Mitglied der New York State Assembly. Im selben Jahr wurde er als Republikaner in den 59. Kongress gewählt. Dort vertrat er im Repräsentantenhaus vom 4. März 1905 bis zum 3. März 1911 den Bundesstaat New York. Nach einer erfolglosen Kandidatur für einen Sitz im 62. Kongress zog sich Cocks aus der Bundespolitik zurück. 1924 wurde er zum Bürgermeister von Old Westbury gewählt und hatte dieses Amt bis zu seinem Tod inne.
Cocks Bruder Frederick Cocks Hicks betätigte sich ebenfalls politisch und vertrat den Bundesstaat New York von 1915 bis 1923 im US-Repräsentantenhaus.